# Государственный строй Антигуа и Барбуды
Антигуа и Барбуда — государство, формой правления которого является конституционная монархия с парламентской системой правления в британском стиле. Правящий британский монарх представлен на Антигуа и Барбуде генерал-губернатором. Правительство страны имеет три ветви: законодательную, исполнительную и судебную.

## История
Политическая система Антигуа и Барбуды возникла из британской политической традиции и развития профсоюзной активности. Торгово-трудовой союз Антигуа, созданный в 1940 году, обнаружил, что деятельность островов не была полностью эффективной без политического голоса. Стремясь закрепиться в политике, в 1946 году союз учредил политическое подразделение — Лейбористскую партию Антигуа. Она структурно подчинялось Торгово-трудовому союзу и состояла из профсоюзов.
Когда Антигуа и Барбуда достигли статуса ассоциированного государства в 1967 году, руководители профсоюзов стали политическими деятелями, укрепив свою власть. Политические элиты сохранили политическую систему, которая возникла в результате слияния колониальной политики с тред-юнионизмом. Когда партия приобрела значение, профсоюз стал ей подчиняться.
С самого начала и в Торгово-трудовом союзе, и в Лейбористской партии доминировал Вир Берд, которого многие считали «отцом страны» из-за его ранних усилий по продвижению профсоюзного движения и независимости. Хотя профсоюз и возникшая из него политическая партия считались демократическими, власть была сосредоточена в руках президента, генерального секретаря, казначея и исполнительного совета из 8 членов, избираемых на каждом ежегодном съезде. Фракция, возглавляемая Бердом, обычно имела возможность влиять на исход этих выборов в совет профсоюзов и, как следствие, на рейтинг внутри партии. Конфликты, возникшие внутри союза и партии, разрешались не компромиссом, а чисткой оппозиции. Фракционализм стал ключевой характеристикой профсоюзной и партийной динамики.
После 1967 года Антигуа и Барбуда перешли от однопартийной к двухпартийной системе. Создание второй партии стало результатом персональной фракционности, расколовшей Лейбористскую партию и Торгово-трудовой союз. Лидер оппозиционной фракции Джордж Уолтер был изгнан из союза в связи с откровенным возражением против тесной связи между профсоюзом и политической партией. Пытаясь вернуть себе власть, Уолтер сформировал конкурирующий Профсоюз рабочих Антигуа и связанную с ним политическую партию «Прогрессивное рабочее движение».
Торгово-трудовой союз Антигуа / Лейбористская партия Антигуа и Профсоюз рабочих Антигуа / «Прогрессивное рабочее движение» стали конкурентами за власть. Хотя изначально у «Прогрессивного рабочего движения» были фракции, которые выступали против Лейбористской партии по конкретным вопросам, различия между этими двумя группами были скорее личностными, чем идеологическими. Обе партии интенсивно вели конкуренцию по становящимся более важным политическим позициям.

## Законодательная власть
Двухпалатный парламент состоит из Палаты представителей из 17 депутатов, ответственной за введение законодательства, и Сената (также из 17 депутатов), который рассматривает и даёт согласие на предложенный закон.
Представители избираются всенародным голосованием на всеобщих выборах, которые по Конституции проводятся каждые 5 лет, но могут быть созваны раньше. Сенаторы назначаются генерал-губернатором.
Основные фигуры в парламенте и правительстве происходят из Палаты представителей. Премьер-министр является лидером партии, которая занимает большинство мест в Палате представителей. Лидер оппозиции страны — представитель, назначаемый генерал-губернатором, который, как представляется, пользуется наибольшей поддержкой тех членов, которые выступают против правительства большинства.
Премьер-министр создаёт исполнительное правительство и консультирует генерал-губернатора по вопросам назначения на 13 из 17 мест в Сенате. Лидер оппозиции, признанный конституционно, несёт ответственность за консультирование генерал-губернатора по поводу назначения остальных четырёх сенаторов, которые будут представлять оппозицию в Сенате. Лидер оппозиции также консультируется с генерал-губернатором и с премьер-министром по поводу состава других назначенных органов и комиссий. Таким образом, оппозиция получает право голоса в правительстве.

## Исполнительная власть
Как лидер партии большинства в Палате представителей, премьер-министр назначает других депутатов парламента в качестве министров своего кабинета.
В конце 1987 года в состав кабинета вошли 13 министерств: министерство сельского хозяйства, земель, рыболовства и жилищного строительства; министерство обороны; министерство экономического развития, туризма и энергетики; министерство образования, культуры и по делам молодёжи; министерство иностранных дел; министерство финансов; министерство здравоохранения; министерство внутренних дел; министерство информации; министерство труда; министерство юстиции; министерство коммунальных услуг и авиации; министерство общественных работ и коммуникаций.

## Судебная власть
Судебная власть страны относительно независима от двух других ветвей, хотя магистраты назначаются Генеральной прокуратурой исполнительной власти. Состоит из магистратского суда по делам о мелких правонарушениях и Высшего суда по делам о тяжких правонарушениях. Чтобы выйти за рамки Высшего суда, дело должно быть передано в Восточно-карибский верховный суд, члены которого назначаются Организацией Восточно-карибских государств. Все назначения или увольнения магистратов Верховного суда должны происходить с единогласного одобрения глав правительств организации государств. Премьер-министр Антигуа и Барбуды действует по рекомендации генерального прокурора при принятии решений, касающихся этого судебного органа.